# Madrischer Rhein
Der Madrischer Rhein (auch: Ägua da Madris) ist ein etwa 14 Kilometer langer linker und südlicher Nebenfluss des Averser Rheins im Schweizer Kanton Graubünden.

## Geographie

### Verlauf
Der Madrischer Rhein entsteht durch den Zusammenfluss von Mazzabach und Plotta Rossa Bach auf 2420 m ü. M. wenig nördlich der Wasserscheide zum Bergell. Auf knapp 2000 m ü. M. fliesst ein weiterer grosser Nebenbach von links aus dem Val da Lägh zu. Ab hier zieht sich das Kerbtal des Flusses recht genau nordwärts und wird Madris genannt. Kurz darauf durchfliesst er bei Preda einen länglichen, etwa 6 ha grossen Stausee. Das Tal ist bis zur Mündung in den Averser Rhein bei Cröt nur dünn besiedelt; es gibt kein Dorf, sondern lediglich ein paar verstreute Häuser.

### Einzugsgebiet
Das südliche Einzugsgebiet des Flusses gehört zur Gemeinde Bregaglia in der Region Maloja, das nördliche zur Gemeinde Avers in der Region Viamala des Schweizer Kantons Graubünden.
Jenseits der Grenze zu Italien auf der westlichen Wasserscheide verläuft etwa parallel das Tal des Reno di Lei mit dem grossen Stausee Lago di Lei, dessen Wasser unterhalb des Madrischer Rheins ebenfalls von links in den Averser Rhein mündet.
Der höchste Berg der im Süden meist über 2800 m ü. M. hohen Gesamtwasserscheide ist der 3107 m ü. M. hohe Pizz Gallagiun. An dessen Südseite liegt das Tal der Mera mit den Ortschaften Chiavenna und Soglio, die über Adda und Po in die Adria entwässert, so dass der südliche Abschnitt Teil der Europäischen Hauptwasserscheide zwischen Nordsee und Mittelmeer ist. 
Im Osten grenzen die Teileinzugsgebiete des linken Zuflusses Bergalgabach und im Norden das direkte des Averser Rheins oberhalb des Madrischer Rheins an.